# كاثرين ستون
كاثرين ستون (بالإنجليزية: Katherine Stone)‏ (9 ديسمبر 1949، سياتل في الولايات المتحدة)؛ كاتِبة وروائية أمريكية.